# Улица Шмидта (Москва)
У́лица Шми́дта — небольшая улица на севере Москвы в районе Лианозово Северо-Восточного административного округа, от Зональной улицы до улицы Громова. Названа в честь академика Отто Юльевича Шмидта (1891—1956), Героя Советского Союза, начальника Главсевморпути и научного руководителя нескольких арктических экспедиций.
Улица Шмидта находится в дачном посёлке имени Ларина, начинается от Зональной, проходит на северо-восток, пересекает улицы Леваневского, Байдукова, Чкалова и Белякова и заканчивается на улице Громова. На улице располагается Управление дачного посёлка (дом № 9А).